# Christmas Time (Don't Let the Bells End)
Christmas Time (Don't Let the Bells End) è un singolo pubblicato nel dicembre del 2003 dal gruppo musicale inglese The Darkness. La canzone è una sorta di parodia delle canzoni di Natale, contiene riferimenti a campane e Babbo Natale accompagnati dal tipico canto in falsetto di Justin Hawkins.

## Il video
Nel video musicale sono protagonisti i membri del gruppo che scartano dei regali di Natale, Justin invece pensa alla sua ragazza (interpretata dalla sua ragazza di allora e manager della band) mentre guarda il fuoco nel camino o le palle di Natale appese all'albero. Poi Justin va alla porta dove trova un coro di ragazzini che cantano e li invita ad entrare. Daniel Hawkins regala al fratello delle chiavi, Justin corre fuori e trova un'auto: dentro c'è la sua ragazza, i due poi si baciano.

## Tracce

### CD singolo
1. Christmas Time (Don't Let The Bells End)
2. I Love You 5 Times

### DVD
1. Christmas Time (Don't Let The Bells End)
2. I Believe in a Thing Called Love (live at Knebworth)
3. Christmas Time... music video

## Chart
Le posizioni più alte raggiunte nelle classifiche dei singoli di alcuni paesi:
| #  | Paese       |
| -- | ----------- |
| 2  | Regno Unito |
| 2  | Irlanda     |
| 9  | Danimarca   |
| 10 | Paesi Bassi |
| 20 | Norvegia    |